# Liste der Mitglieder des Niedersächsischen Landtages (19. Wahlperiode)
- SPD: 57
- Grüne: 24
- CDU: 47
- AfD: 17
- Sonst.: 1

Diese Liste gibt einen Überblick über alle Mitglieder des 19. Niedersächsischen Landtages nach der Landtagswahl am 9. Oktober 2022. Die Legislaturperiode begann mit der konstituierenden Sitzung am 8. November 2022, eröffnet durch den Alterspräsidenten Jozef Rakicky (AfD) und endet mit der konstituierenden Sitzung des 20. Niedersächsischen Landtages nach der nächsten Landtagswahl (regulär 2027).
Von den 146 Sitzen im Landtag entfielen 57 auf die Sozialdemokratische Partei Deutschlands (SPD), 47 auf die Christlich Demokratische Union Deutschlands (CDU), 24 auf Bündnis 90/Die Grünen (GRÜNE) und 18 auf die Alternative für Deutschland (AfD).

## Zusammensetzung
Nach der Landtagswahl 2022 setzt sich der Landtag wie folgt zusammen:
| Fraktion     | Partei                                      | Zweitstimmenanteil | Gewählt   | Gewählt | Gewählt | Letzter Stand | Abgänge                                       | Zugänge                                          | Saldo |
| Fraktion     | Partei                                      | Zweitstimmenanteil | Wahlkreis | Liste   | Gesamt  | Letzter Stand | Abgänge                                       | Zugänge                                          | Saldo |
| ------------ | ------------------------------------------- | ------------------ | --------- | ------- | ------- | ------------- | --------------------------------------------- | ------------------------------------------------ | ----- |
| SPD          | Sozialdemokratische Partei Deutschlands     | 33,4 %             | 57        | –       | 57      | 57            | Pistorius, Wernstedt, True †                  | Behrens, Putzier, Margraf                        | ± 0   |
| CDU          | Christlich Demokratische Union Deutschlands | 28,1 %             | 27        | 20      | 47      | 47            | Hüttemeyer, Althusmann, Volker Meyer          | Schatta, Koehler, Laue                           | ± 0   |
| GRÜNE        | Bündnis 90/Die Grünen                       | 14,5 %             | 03        | 21      | 24      | 24            | Heere, Meyer, Staudte, Grashorn, Janssen-Kucz | Schroeder, Grashorn, Kellermann, Breer, Reinecke | ± 0   |
| AfD          | Alternative für Deutschland                 | 10,9 %             | –         | 18      | 18      | 17            | Rakicky, Queckemeyer                          | Kerzel                                           | – 1   |
| fraktionslos | fraktionsloser Abgeordneter                 | –                  | –         | –       | –       | 01            | –                                             | Rakicky                                          | + 1   |
| Summe        | Summe                                       | 87,0 %             | 87        | 59      | 146     | 146           | –                                             | –                                                | ± 0   |

## Fraktionsvorstände
| Fraktion | Vorsitzende                                                                 | Stellvertretende Vorsitzende | Parlamentarische Geschäftsführer                                         | Schatzmeister            | Beisitzer |
| -------- | --------------------------------------------------------------------------- | --- | ------------------------------------------------------------------------ | ------------------------ | --- |
| SPD      | Grant Hendrik Tonne bis Mai 2025 Stefan Politze ab Mai 2025                 | Christoph Bratmann Immacolata Glosemeyer Silke Lesemann Stefan Politze bis Mai 2025 Claudia Schüßler ab Mai 2025 Ulrich Watermann Sebastian Zinke | Wiard Siebels                                                            | –                        | Thordies Hanisch Karin Logemann Ulf Prange Philipp Raulfs Claudia Schüßler September 2023 bis Mai 2025 Annette Schütze Thela Wernstedt bis September 2023                                                     |
| CDU      | Sebastian Lechner                                                           | Ulf Thiele Veronika Bode | Carina Hermann                                                           | Reinhold Hilbers         | André Bock Christian Calderone Christoph Eilers Christian Fühner Eike Holsten ab Oktober 2024 Verena Kämmerling ab Oktober 2024 Cindy Lutz Volker Meyer bis September 2024 Marco Mohrmann Marcel Scharrelmann |
| Grüne    | Anne Kura Detlev Schulz-Hendel                                              | – | Volker Bajus                                                             | Djenabou Diallo-Hartmann | Marie Kollenrott Pascal Mennen ab März 2025 Eva Viehoff bis März 2025 Nadja Weippert |
| AfD      | Stefan Marzischewski-Drewes bis Februar 2024 Klaus Wichmann ab Februar 2024 | Ansgar Schledde Jens-Christoph Brockmann bis Februar 2024                                                                                         | Klaus Wichmann bis Februar 2024 Jens-Christoph Brockmann ab Februar 2024 | Peer Lilienthal          | – |

## Präsidium
- Präsidentin des Niedersächsischen Landtages
  - Hanna Naber (SPD)
- Vizepräsidenten
  - Marcus Bosse (SPD)
  - Sabine Tippelt (SPD)
  - Jens Nacke (CDU)
  - Barbara Otte-Kinast (CDU)
  - Meta Janssen-Kucz (Grüne, bis Dezember 2024)
  - Tanja Meyer (Grüne, seit Dezember 2024)[8]

## Abgeordnete
Legende:
| Bild | Name                        | Geburtsjahr | Fraktion                  | Wahlkreis                   | Erststimmenanteil | Listenplatz | Beruflicher Hintergrund                                                                                              | MdL seit             | Bemerkung |
| ---- | --------------------------- | ----------- | ------------------------- | --------------------------- | ----------------- | ----------- | --- | -------------------- | --- |
|      | Matthias Arends             | 1970        | SPD                       | Emden/Norden                | 43,9 %            | 68          | Elektrotechnikermeister                                                                                              | 2017                 | |
|      | Brian Baatzsch              | 1995        | SPD                       | Springe                     | 35,3 %            | 85          | Politikwissenschaftler                                                                                               | 2022                 | |
|      | Volker Bajus                | 1964        | GRÜNE                     | Osnabrück-West              | 23,5 %            | 10          | Sozialwirt | 2013–2017, seit 2020 | Parlamentarische Geschäftsführung |
|      | Jan Bauer                   | 1980        | CDU                       | Buchholz                    | 34,8 %            | 72          | Vertriebsleiter | 2022                 | |
|      | Anna Bauseneick             | 1991        | CDU                       | Lüneburg                    | 20,5 %            | 26          | Angestellte im Personalwesen                                                                                         | 2022                 | |
|      | Jan-Philipp Beck            | 1990        | SPD                       | Schaumburg                  | 35,5 %            | 33          | Verwaltungswirt (B.A.)                                                                                               | 2022                 | |
|      | Sina Beckmann               | 1981        | GRÜNE                     | Friesland                   | 10,2 %            | 23          | Betriebswirtin International Management                                                                              | 2022                 | |
|      | Vanessa Behrendt            | 1984        | AfD                       | –                           | –                 | 16          | Medizinische Fachangestellte, Ernährungsberaterin für Kinder, Hundefriseurin                                         | 2022                 | |
|      | Daniela Behrens             | 1968        | SPD                       | Geestland                   | 33,3 %            | 2           | Politikwissenschaftlerin, Journalistin                                                                               | 2013–2017, seit 2023 | nachgerückt am 25. Januar 2023 für Boris Pistorius; Innenministerin                                                                                       |
|      | Nico Bloem                  | 1994        | SPD                       | Leer/Borkum                 | 42,7 %            | 70          | Schiffbauer, Betriebsratsvorsitzender                                                                                | 2022                 | |
|      | André Bock                  | 1973        | CDU                       | Winsen                      | 36,3 %            | 41          | Verwaltungsbetriebswirt Kreisamtsrat a. D.                                                                           | 2013                 | |
|      | Veronika Bode               | 1972        | CDU                       | Helmstedt                   | 29,5 %            | 14          | Verwaltungswirtin | 2017                 | Stellvertretende Fraktionsvorsitzende |
|      | Marcus Bosse                | 1965        | SPD                       | Wolfenbüttel-Süd/Salzgitter | 41,5 %            | 82          | Zahntechniker | 2008                 | |
|      | Stephan Bothe               | 1984        | AfD                       | Lüneburg-Land               | 11,0 %            | 7           | Examinierter Altenpfleger                                                                                            | 2017                 | |
|      | Christoph Bratmann          | 1969        | SPD                       | Braunschweig-West           | 32,9 %            | 13          | Pädagoge Sozialpädagoge Studienrat a. D.                                                                             | 2013                 | Stellvertretender Fraktionsvorsitzender |
|      | Nicolas Breer               | 1992        | GRÜNE                     | Meppen                      | 9,2 %             | 28          | Kinder- und Jugendhilfepsychotherapeut                                                                               | 2023                 | nachgerückt am 11. Dezember 2023 für Rashmi Grashorn |
|      | Markus Brinkmann            | 1961        | SPD                       | Sarstedt/Bad Salzdetfurth   | 38,1 %            | –           | Gewerkschaftssekretär                                                                                                | 2008                 | |
|      | Jens-Christoph Brockmann    | 1987        | AfD                       | Bergen                      | 13,7 %            | 3           | Büroleiter | 2022                 | bis Februar 2024 Stellvertretender Fraktionsvorsitzender; ab Februar 2024 Parlamentarische Geschäftsführung                                               |
|      | Saskia Buschmann            | 1979        | CDU                       | Aurich                      | 26,1 %            | 22          | Polizeibeamtin | 2022                 | |
|      | Birgit Butter               | 1972        | CDU                       | Buxtehude                   | 35,5 %            | 46          | Volljuristin | 2022                 | |
|      | Christian Calderone         | 1977        | CDU                       | Bersenbrück                 | 45,8 %            | –           | Jurist | 2013                 | |
|      | Evrim Camuz                 | 1988        | GRÜNE                     | Hannover-Linden             | 28,7 %            | 6           | Studentin der Rechtswissenschaften                                                                                   | 2022                 | |
|      | Stephan Christ              | 1991        | GRÜNE                     | Cloppenburg                 | 8,4 %             | 16          | Kirchenmusiker | 2022                 | |
|      | Alfred Dannenberg           | 1976        | AfD                       | Walsrode                    | 14,5 %            | 8           | Landwirt | 2022                 | |
|      | Karl-Ludwig von Danwitz     | 1958        | CDU                       | Soltau                      | 34,2 %            | 77          | Landwirt | 2003–2013, seit 2017 | |
|      | Djenabou Diallo-Hartmann    | 1985        | GRÜNE                     | Garbsen/Wedemark            | 11,8 %            | 15          | Referentin für politische Bildung                                                                                    | 2022                 | Schatzmeisterin |
|      | Jörn Domeier                | 1979        | SPD                       | Helmstedt                   | 35,3 %            | 55          | Montagewerker, Technischer Betriebswirt                                                                              | 2017                 | |
|      | Uwe Dorendorf               | 1960        | CDU                       | Elbe                        | 31,9 %            | 61          | Selbstständiger Versicherungsfachmann                                                                                | 2017                 | |
|      | Oliver Ebken                | 1971        | SPD                       | Cuxhaven                    | 34,8 %            | 78          | Bürokaufmann, Personalleiter                                                                                         | 2022                 | |
|      | Christoph Eilers            | 1969        | CDU                       | Cloppenburg                 | 50,0 %            | 84          | Kaufmann | 2017                 | |
|      | Karin Emken                 | 1966        | SPD                       | Wittmund/Inseln             | 38,5 %            | 42          | Physiotherapeutin | 2022                 | |
|      | Lara Evers                  | 1975        | CDU                       | Meppen                      | 46,7 %            | 60          | Kauffrau, Head of Accounting                                                                                         | 2022                 | |
|      | Christian Frölich           | 1968        | CDU                       | Duderstadt                  | 39,5 %            | 75          | Wirtschaftsingenieur, Selbständiger Handwerksunternehmer                                                             | 2022                 | |
|      | Christian Fühner            | 1987        | CDU                       | Lingen                      | 50,6 %            | 82          | Studienrat, Berufsschullehrer                                                                                        | 2017                 | |
|      | Marten Gäde                 | 1986        | SPD                       | Wilhelmshaven               | 35,8 %            | 77          | Sozialarbeiter | 2022                 | |
|      | Immacolata Glosemeyer       | 1965        | SPD                       | Wolfsburg                   | 41,4 %            | 6           | Einzelhandelskauffrau                                                                                                | 2013                 | Stellvertretende Fraktionsvorsitzende |
|      | Constantin Grosch           | 1992        | SPD                       | Hameln/Rinteln              | 33,8 %            | 45          | Projektleiter | 2022                 | |
|      | Thore Güldner               | 1995        | SPD                       | Oldenburg-Land              | 33,1 %            | 79          | Politikwissenschaftler                                                                                               | 2022                 | |
|      | Julia Hamburg               | 1986        | GRÜNE                     | Hannover-Mitte              | 35,5 %            | 1           | Landtagsabgeordnete                                                                                                  | 2013                 | Kultusministerin |
|      | Thordies Hanisch            | 1979        | SPD                       | Lehrte                      | 37,4 %            | 56          | Ingenieurin | 2017                 | |
|      | Frank Henning               | 1966        | SPD                       | Osnabrück-Ost               | 31,8 %            | 35          | Finanzbeamter a. D.                                                                                                  | 2013                 | |
|      | Carina Hermann              | 1984        | CDU                       | Göttingen-Stadt             | 20,7 %            | 20          | Volljuristin | 2022                 | Parlamentarische Geschäftsführung |
|      | Reinhold Hilbers            | 1964        | CDU                       | Grafschaft Bentheim         | 41,9 %            | 5           | Kaufmann, Verwaltungsleiter                                                                                          | 2003                 | Schatzmeister |
|      | Antonia Hillberg            | 1997        | SPD                       | Hildesheim                  | 32,7 %            | 52          | Studentin | 2022                 | |
|      | Jörg Hillmer                | 1966        | CDU                       | Uelzen                      | 30,6 %            | 17          | Kaufmann, Landwirt                                                                                                   | 2003                 | |
|      | Andreas Hoffmann            | 1982        | GRÜNE                     | Braunschweig-Süd            | 13,9 %            | 22          | Historiker, Angestellter Stadt Braunschweig a. D.                                                                    | 2022                 | |
|      | Eike Holsten                | 1983        | CDU                       | Rotenburg                   | 34,2 %            | 21          | Wissenschaftlicher Mitarbeiter                                                                                       | 2017                 | |
|      | Laura Hopmann               | 1989        | CDU                       | Alfeld                      | 33,2 %            | 12          | Politikwissenschaftlerin                                                                                             | 2017                 | |
|      | Gerd Hujahn                 | 1961        | SPD                       | Göttingen/Münden            | 41,3 %            | 61          | Polizeidirektor a. D., Sozialwissenschaftler, Verwaltungswirt                                                        | 2017                 | |
|      | Dennis Jahn                 | 1992        | AfD                       | –                           | –                 | 17          | Müllwerker | 2022                 | |
|      | Katharina Jensen            | 1986        | CDU                       | Friesland                   | 26,4 %            | 18          | Bachelor of Science Agrarwissenschaften, Landwirtschaftliche Mitarbeiterin                                           | 2022                 | |
|      | Verena Kämmerling           | 1981        | CDU                       | Osnabrück-Ost               | 25,6 %            | 10          | Agraringenieurin | 2022                 | |
|      | Rüdiger Kauroff             | 1956        | SPD                       | Garbsen/Wedemark            | 33,5 %            | 59          | Postbeamter | 2017                 | |
|      | Britta Kellermann           | 1979        | GRÜNE                     | Bad Pyrmont                 | 12,8 %            | 27          | Sozialarbeiterin | 2022                 | nachgerückt am 30. November 2022 für Miriam Staudte |
|      | Ingo Kerzel                 | 1965        | AfD                       | Papenburg                   | 11,7 %            | 19          | Tierarzt | 2025                 | nachgerückt am 26. März 2025 für Marcel Queckemeyer |
|      | Delia Klages                | 1960        | AfD                       | Bad Pyrmont                 | 13,2 %            | 6           | Krankenschwester | 2022                 | |
|      | Stefan Klein                | 1970        | SPD                       | Salzgitter                  | 49,4 %            | 76          | Politikwissenschaftler (M. A.), Gewerkschaftssekretär                                                                | 2008                 | |
|      | Heike Koehler               | 1957        | CDU                       | Lehrte                      | 29,0 %            | 28          | Audiologieassistentin, Kauffrau                                                                                      | 2024                 | nachgerückt am 29. August 2024 für Bernd Althusmann |
|      | Marie Kollenrott            | 1984        | GRÜNE                     | Göttingen-Stadt             | 35,2 %            | 11          | Geschäftsführerin d.D.                                                                                               | 2021                 | Stellvertretende Fraktionsvorsitzende |
|      | René Kopka                  | 1977        | SPD                       | Einbeck                     | 38,3 %            | 21          | Fraktionsgeschäftsführer                                                                                             | 2022                 | |
|      | Holger Kühnlenz             | 1961        | AfD                       | Grafschaft Bentheim         | 8,0 %             | 13          | Fachkraft für Arbeitssicherheit                                                                                      | 2022                 | |
|      | Anne Kura                   | 1984        | GRÜNE                     | Osnabrück-Ost               | 26,6 %            | 3           | Sozialwissenschaftlerin                                                                                              | 2022                 | Fraktionsvorsitzende |
|      | Deniz Kurku                 | 1982        | SPD                       | Delmenhorst                 | 41,7 %            | 51          | Politikwissenschaftler                                                                                               | 2017                 | |
|      | Corinna Lange               | 1986        | SPD                       | Stade                       | 34,2 %            | 54          | Sozialpädagogische Assistentin                                                                                       | 2022                 | |
|      | Kirsikka Lansmann           | 1986        | SPD                       | Gifhorn-Nord/Wolfsburg      | 33,0 %            | 20          | Onlinemarketing-Managerin                                                                                            | 2022                 | |
|      | Lena-Sophie Laue            | 1997        | CDU                       | Gifhorn-Nord/Wolfsburg      | 31,6 %            | 30          | Verwaltungsbetriebswirtin                                                                                            | 2024                 | nachgerückt am 26. September 2024 für Volker Meyer |
|      | Sebastian Lechner           | 1980        | CDU                       | Neustadt/Wunstorf           | 32,6 %            | 9           | Volkswirt, Unternehmer                                                                                               | 2013                 | Fraktionsvorsitzender |
|      | Pascal Leddin               | 1999        | GRÜNE                     | Uelzen                      | 13,1 %            | 20          | Kreissekretär | 2022                 | |
|      | Silke Lesemann              | 1962        | SPD                       | Laatzen                     | 37,7 %            | 4           | Historikerin, Wissenschaftliche Mitarbeiterin                                                                        | 2008                 | Stellvertretende Fraktionsvorsitzende |
|      | Dörte Liebetruth            | 1979        | SPD                       | Verden                      | 42,0 %            | 16          | Sozialrätin, Medienwissenschaftlerin                                                                                 | 2017                 | |
|      | Olaf Lies                   | 1967        | SPD                       | Friesland                   | 49,0 %            | 3           | Ingenieur Elektrotechnik                                                                                             | 2008                 | Minister für Wirtschaft, Bauen, Verkehr und Digitalisierung                                                                                               |
|      | Peer Lilienthal             | 1979        | AfD                       | Barsinghausen               | 10,9 %            | 5           | Finanzbeamter a. D.                                                                                                  | 2017                 | Schatzmeister |
|      | Karin Logemann              | 1961        | SPD                       | Wesermarsch                 | 38,8 %            | 12          | Journalistin | 2014                 | |
|      | Oliver Lottke               | 1972        | SPD                       | Unterweser                  | 37,4 %            | 25          | Sozialpädagoge | 2017                 | |
|      | Michael Lühmann             | 1980        | GRÜNE                     | Göttingen/Münden            | 16,0 %            | 24          | Politikwissenschaftler                                                                                               | 2022                 | |
|      | Cindy Lutz                  | 1978        | CDU                       | Wolfsburg                   | 33,4 %            | 8           | Wirtschaftsförderin                                                                                                  | 2022                 | |
|      | Martina Machulla            | 1962        | CDU                       | Hannover-Linden             | 14,3 %            | 24          | Rechtsanwältin | 2022                 | |
|      | Karola Margraf              | 1965        | SPD                       | Göttingen-Stadt             | 27,9 %            | 18          | Verwaltungswirtin | 2025                 | nachgerückt am 16. Januar 2025 für Dennis True |
|      | Stefan Marzischewski-Drewes | 1965        | AfD                       | Gifhorn-Nord/Wolfsburg      | 17,1 %            | 1           | Arzt, Radiologe | 2022                 | bis Februar 2024 Fraktionsvorsitzender |
|      | Pascal Mennen               | 1983        | GRÜNE                     | Lüneburg                    | 30,0 %            | 14          | Lehrer a. D., Kultusreferent                                                                                         | 2022                 | |
|      | Björn Meyer                 | 1981        | SPD                       | Ammerland                   | 35,2 %            | 84          | Finanzwirt | 2022                 | |
|      | Tanja Meyer                 | 1973        | GRÜNE                     | Vechta                      | 12,0 %            | 18          | Gleichstellungsbeauftragte, Leiterin Zentrale Einrichtung Gleichstellung & Diversität                                | 2022                 | |
|      | Philipp Meyn                | 1982        | SPD                       | Lüneburg-Land               | 34,6 %            | 73          | Studienrat, Lehrer a. D.                                                                                             | 2022                 | |
|      | Axel Miesner                | 1965        | CDU                       | Osterholz                   | 38,8 %            | 49          | Selbstständiger Elektroingenieur                                                                                     | 2003                 | |
|      | Marco Mohrmann              | 1973        | CDU                       | Bremervörde                 | 46,0 %            | 80          | Agraringenieur | 2017                 | |
|      | Hartmut Moorkamp            | 1975        | CDU                       | Papenburg                   | 53,3 %            | 83          | Landwirt | 2022                 | |
|      | Thorsten Moriße             | 1964        | AfD                       | Wilhelmshaven               | 13,1 %            | 12          | Handwerksmeister Hochbau                                                                                             | 2022                 | |
|      | Hanna Naber                 | 1971        | SPD                       | Oldenburg-Nord/West         | 35,0 %            | 9           | Pädagogin und Sozialmanagerin                                                                                        | 2017                 | Präsidentin des Landtags |
|      | Jens Nacke                  | 1971        | CDU                       | Ammerland                   | 35,1 %            | 13          | Rechtsanwalt | 2003                 | |
|      | Omid Najafi                 | 1988        | AfD                       | –                           | –                 | 14          | Börsenkaufmann | 2022                 | |
|      | Lena Nzume                  | 1980        | GRÜNE                     | Oldenburg-Nord/West         | 28,7 %            | 17          | Soziologin | 2022                 | |
|      | Wiebke Osigus               | 1981        | SPD                       | Neustadt/Wunstorf           | 37,2 %            | 46          | Rechtsanwältin/Mediatorin                                                                                            | 2017                 | Ministerin für Bundes- und Europaangelegenheiten und Regionale Entwicklung                                                                                |
|      | Barbara Otte-Kinast         | 1964        | CDU                       | Bad Pyrmont                 | 32,9 %            | 2           | Landesministerin | 2022                 | |
|      | Jürgen Pastewsky            | 1961        | AfD                       | Wolfenbüttel-Süd/Salzgitter | 14,9 %            | 18          | Kaufmann, Geschäftsführer                                                                                            | 2022                 | |
|      | Sebastian Penno             | 1990        | SPD                       | Northeim                    | 39,2 %            | 53          | Wissenschaftlicher Mitarbeiter                                                                                       | 2022                 | |
|      | Christoph Plett             | 1966        | CDU                       | Peine                       | 29,6 %            | 23          | Rechtsanwalt, Fachanwalt für Arbeitsrecht                                                                            | 2017                 | |
|      | Jonas Pohlmann              | 1996        | CDU                       | Georgsmarienhütte           | 44,3 %            | 53          | Volks- und Betriebswirt, Referent für Mobilitätsplanung                                                              | 2022                 | |
|      | Stefan Politze              | 1965        | SPD                       | Hannover-Ricklingen         | 34,3 %            | 71          | Hauptabteilungsreferent                                                                                              | 2008                 | Stellvertretender Fraktionsvorsitzender |
|      | Guido Pott                  | 1966        | SPD                       | Bramsche                    | 40,3 %            | 31          | Sparkassenbetriebswirt                                                                                               | 2017                 | |
|      | Ulf Prange                  | 1975        | SPD                       | Oldenburg-Mitte/Süd         | 33,5 %            | 19          | Rechtsanwalt | 2013                 | |
|      | Andrea Prell                | 1975        | SPD                       | Alfeld                      | 38,3 %            | 28          | Gesundheits- und Krankenpflegerin                                                                                    | 2022                 | |
|      | Jan Henner Putzier          | 1984        | SPD                       | Uelzen                      | 27,2 %            | 11          | Landessekretär | 2023                 | nachgerückt am 13. September 2023 für Thela Wernstedt |
|      | Jozef Rakicky               | 1956        | fraktionslos (Werteunion) | Helmstedt                   | 13,7 %            | 11          | Arzt für Neurologie, Physikalische Therapie, Rehabilitationswesen, Palliativmedizin, Klinischer Psychologe, Chefarzt | 2022                 | Alterspräsident; Austritt aus der AfD-Fraktion am 17. Januar 2024; Parteiaustritt aus AfD im September 2024; Parteieintritt in Werteunion im Oktober 2024 |
|      | Sophie Ramdor               | 1992        | CDU                       | Braunschweig-West           | 22,8 %            | 6           | Lehrerin | 2022                 | |
|      | Philipp Raulfs              | 1991        | SPD                       | Gifhorn-Süd                 | 38,6 %            | 27          | Maschinenbauingenieur (M.Sc.)                                                                                        | 2017                 | |
|      | Melanie Reinecke            | 1979        | CDU                       | Stade                       | 32,4 %            | 4           | Kauffrau | 2022                 | |
|      | Tamina Reinecke             | 1995        | GRÜNE                     | Helmstedt                   | 10,2 %            | 29          | Tourismus- und Umweltwissenschaftlerin                                                                               | 2024                 | nachgerückt am 11. Dezember 2024 für Meta Janssen-Kucz |
|      | Lukas Reinken               | 1995        | CDU                       | Cloppenburg-Nord            | 39,6 %            | 81          | Betriebswirt | 2022                 | |
|      | Julia Retzlaff              | 1978        | SPD                       | Braunschweig-Nord           | 33,1 %            | 48          | Bereichsleiterin Marketing, Vertrieb und Kundenservice                                                               | 2022                 | |
|      | Harm Rykena                 | 1963        | AfD                       | Oldenburg-Land              | 9,5 %             | 9           | Lehrer | 2017                 | |
|      | Alexander Saade             | 1976        | SPD                       | Göttingen/Harz              | 40,0 %            | 75          | Polizeibeamter | 2022                 | |
|      | Heiko Sachtleben            | 1965        | GRÜNE                     | Peine                       | 10,5 %            | 12          | Eventmanager | 2022                 | |
|      | Marcel Scharrelmann         | 1982        | CDU                       | Diepholz                    | 40,0 %            | 45          | Key Account Manager                                                                                                  | 2017                 | |
|      | Oliver Schatta              | 1974        | CDU                       | Uelzen                      | 27,2 %            | 27          | Kraftfahrzeugtechnikermeister                                                                                        | 2017–2022, seit 2023 | nachgerückt am 13. September 2023 für André Hüttemeyer |
|      | Swantje Schendel            | 1988        | GRÜNE                     | Braunschweig-Nord           | 26,6 %            | 21          | Studienrätin, Lehrerin a. D.                                                                                         | 2022                 | |
|      | Jörn Schepelmann            | 1986        | CDU                       | Bergen                      | 37,0 %            | 35          | Bilanzbuchhalter | 2017                 | |
|      | Ansgar Schledde             | 1977        | AfD                       | Lingen                      | 7,8 %             | 2           | Bauunternehmer | 2022                 | Stellvertretender Fraktionsvorsitzender |
|      | Frank Schmädeke             | 1965        | CDU                       | Nienburg-Nord               | 34,0 %            | 25          | Agraringenieur | 2017                 | |
|      | Julius Schneider            | 1992        | SPD                       | Peine                       | 38,3 %            | 83          | Mitarbeiter eines Bundestagsabgeordneten                                                                             | 2022                 | |
|      | Pippa Schneider             | 1994        | GRÜNE                     | Duderstadt                  | 12,3 %            | 9           | Studentin | 2022                 | |
|      | Christian Schroeder         | 1976        | GRÜNE                     | Gifhorn-Nord/Wolfsburg      | 10,1 %            | 26          | Gastronom | 2022                 | nachgerückt am 30. November 2022 für Gerald Heere |
|      | Jan Schröder                | 1976        | SPD                       | Wolfenbüttel-Nord           | 36,9 %            | 41          | Jurist, Berufsberater                                                                                                | 2022                 | |
|      | Doris Schröder-Köpf         | 1963        | SPD                       | Hannover-Döhren             | 30,5 %            | 14          | Journalistin | 2013                 | |
|      | Jessica Schülke             | 1984        | AfD                       | Springe                     | 10,4 %            | 15          | Sozialpädagogin, Angestellte AfD Landesverband Niedersachsen                                                         | 2022                 | |
|      | Detlev Schulz-Hendel        | 1962        | GRÜNE                     | Lüneburg-Land               | 17,5 %            | 8           | Betriebswirt | 2017                 | Fraktionsvorsitzender |
|      | Uwe Schünemann              | 1964        | CDU                       | Holzminden                  | 26,7 %            | 11          | Industriekaufmann | 1994–2013, seit 2014 | |
|      | Claudia Schüßler            | 1967        | SPD                       | Barsinghausen               | 38,1 %            | 36          | Rechtsanwältin | 2017                 | |
|      | Annette Schütze             | 1966        | SPD                       | Braunschweig-Süd            | 38,1 %            | 34          | Politikwissenschaftlerin (M. A.)                                                                                     | 2017                 | |
|      | Claus Seebeck               | 1974        | CDU                       | Geestland                   | 40,8 %            | 73          | Gastronom | 2022                 | |
|      | Wiard Siebels               | 1978        | SPD                       | Aurich                      | 44,7 %            | 15          | Bank- und Sparkassenkaufmann                                                                                         | 2008                 | Parlamentarische Geschäftsführung |
|      | Ulf Thiele                  | 1971        | CDU                       | Leer                        | 35,7 %            | 15          | Verlagskaufmann | 2003                 | Stellvertretender Fraktionsvorsitzender |
|      | Colette Thiemann            | 1974        | CDU                       | Schaumburg                  | 28,3 %            | 16          | Verwaltungswirtin Mediatorin, Beamtin a. D.                                                                          | 2021                 | |
|      | Björn Thümler               | 1970        | CDU                       | Wesermarsch                 | 32,4 %            | 7           | Historiker, Politikwissenschaftler                                                                                   | 2003                 | |
|      | Sabine Tippelt              | 1961        | SPD                       | Holzminden                  | 40,2 %            | 26          | Zahnmedizinische Verwaltungsfachangestellte                                                                          | 2008                 | |
|      | Dirk Toepffer               | 1965        | CDU                       | Hannover-Döhren             | 29,9 %            | 3           | Rechtsanwalt | 2008                 | |
|      | Grant Hendrik Tonne         | 1976        | SPD                       | Nienburg/Schaumburg         | 35,7 %            | 7           | Rechtsanwalt | 2008–2017, seit 2020 | Fraktionsvorsitzender |
|      | Thomas Uhlen                | 1985        | CDU                       | Melle                       | 36,1 %            | 74          | Politikwissenschaftler                                                                                               | 2022                 | |
|      | Eva Viehoff                 | 1958        | GRÜNE                     | Unterweser                  | 12,4 %            | 13          | Agraringenieurin | 2017                 | Stellvertretende Fraktionsvorsitzende |
|      | Ulrich Watermann            | 1957        | SPD                       | Bad Pyrmont                 | 33,0 %            | 10          | Erzieher, Geschäftsführer                                                                                            | 1998–2003, seit 2008 | Stellvertretender Fraktionsvorsitzender |
|      | Stephan Weil                | 1958        | SPD                       | Hannover-Buchholz           | 44,2 %            | 1           | Jurist, Oberbürgermeister a. D.                                                                                      | 2013                 | Ministerpräsident a. D. |
|      | Nadja Weippert              | 1982        | GRÜNE                     | Buchholz                    | 21,0 %            | 19          | Versicherungskauffrau                                                                                                | 2022                 | Stellvertretende Fraktionsvorsitzende |
|      | Klaus Wichmann              | 1964        | AfD                       | Verden                      | 10,9 %            | 4           | Rechtsanwalt | 2017                 | bis Februar 2024 Parlamentarische Geschäftsführung; ab Februar 2024 Fraktionsvorsitzender                                                                 |
|      | Alexander Wille             | 1973        | CDU                       | Celle                       | 28,8 %            | 65          | Geschäftsführer | 2022                 | |
|      | Christoph Willeke           | 1997        | SPD                       | Goslar                      | 41,2 %            | 69          | Landwirt | 2022                 | |
|      | Tim Julian Wook             | 1995        | SPD                       | Langenhagen                 | 34,7 %            | 23          | Angestellter im öffentlichen Dienst a. D.                                                                            | 2022                 | |
|      | Sebastian Zinke             | 1981        | SPD                       | Walsrode                    | 38,8 %            | 81          | Polizeioberrat | 2017                 | Stellvertretender Fraktionsvorsitzender |

## Ausgeschiedene Abgeordnete
| Bild | Name               | Geburtsjahr | Fraktion | Wahlkreis         | Erststimmenanteil | Listenplatz | Bemerkungen |
| ---- | ------------------ | ----------- | -------- | ----------------- | ----------------- | ----------- | --- |
|      | Bernd Althusmann   | 1966        | CDU      | Seevetal          | 38,0 %            | 1           | ausgeschieden am 29. August 2024, Nachrückerin: Heike Koehler |
|      | Rashmi Grashorn    | 1988        | GRÜNE    | Hildesheim        | 18,5 %            | 25          | nachgerückt am 30. November 2022 für Christian Meyer; ausgeschieden am 11. Dezember 2023, Nachrücker: Nicolas Breer                                                              |
|      | Gerald Heere       | 1979        | GRÜNE    | Hannover-Buchholz | 14,3 %            | 4           | ausgeschieden am 30. November 2022, Nachrücker: Christian Schroeder |
|      | André Hüttemeyer   | 1990        | CDU      | Vechta            | 53,0 %            | 85          | ausgeschieden am 13. September 2023, Nachrücker: Oliver Schatta |
|      | Meta Janssen-Kucz  | 1961        | GRÜNE    | Leer/Borkum       | 11,5 %            | 7           | ausgeschieden am 11. Dezember 2024, Nachrücker: Tamina Reinecke |
|      | Christian Meyer    | 1975        | GRÜNE    | Holzminden        | 9,9 %             | 2           | ausgeschieden am 30. November 2022, Nachrückerin: Rashmi Grashorn |
|      | Volker Meyer       | 1968        | CDU      | Syke              | 30,1 %            | 19          | ausgeschieden am 26. September 2024, Nachrückerin: Lena-Sophie Laue |
|      | Boris Pistorius    | 1960        | SPD      | Osnabrück-West    | 38,9 %            | 5           | Minister für Inneres und Sport, anschließend ab 19. Januar 2023 Bundesminister der Verteidigung; ausgeschieden aus dem Landtag am 25. Januar 2023, Nachrückerin: Daniela Behrens |
|      | Marcel Queckemeyer | 1980        | AfD      | Bersenbrück       | 11,6 %            | 10          | ausgeschieden am 26. März 2025, Nachrücker: Ingo Kerzel |
|      | Miriam Staudte     | 1975        | GRÜNE    | Elbe              | 20,1 %            | 5           | ausgeschieden am 30. November 2022, Nachrückerin: Britta Kellermann |
|      | Dennis True        | 1988        | SPD      | Syke              | 36,6 %            | 17          | verstorben am 4. Januar 2025, Nachrückerin: Karola Margraf |
|      | Thela Wernstedt    | 1968        | SPD      | Hannover-Linden   | 32,1 %            | 60          | ausgeschieden am 13. September 2023, Nachrücker: Jan Henner Putzier |